# Cora (Wyoming)
Cora is een plaats (census-designated place) in de Amerikaanse staat Wyoming, en valt bestuurlijk gezien onder Sublette County.

## Demografie
Bij de volkstelling in 2000 werd het aantal inwoners vastgesteld op 76.

## Geografie
Volgens het United States Census Bureau beslaat de plaats een oppervlakte van 14,0 km², geheel bestaande uit land. Cora ligt op ongeveer 2241 m boven zeeniveau.

## Plaatsen in de nabije omgeving
De onderstaande figuur toont nabijgelegen plaatsen in een straal van 48 km rond Cora.